# Kayla Ewell
Kayla Noelle Ewell  (Long Beach, California; 27 de agosto de 1985) es una actriz estadounidense conocida por su papel de Caitlin Ramírez en la larga telenovela de CBS, The Bold and the Beautiful, de Maureen Sampson en la aclamada Freaks and Geeks de NBC y de Vicki Donovan en The Vampire Diaries de The CW.

## Primeros años
Ewell, nació en Long Beach, California. Se graduó en Los Alamitos High School en 2003. Sus hobbies incluyen el surf, escalada en roca, el baile y el ráfting.

## Carrera
Aparte de The Bold and the Beautiful y Freaks and Geeks, sus créditos incluyen papeles como actriz invitada en Boston Public, The OC, Veronica Mars, Close to Home y Entourage, así como las películas Just My Luck con Lindsay Lohan y Material Girls con Hilary Duff. Además tiene un papel protagónico en la película Senior Skip Day. Su último papel recurrente en televisión fue el de Vicki Donovan en la serie de televisión, The Vampire Diaries de The CW, que duró hasta el fallecimiento de su personaje.

## Vida personal
En mayo de 2015 se comprometió con el actor y modelo Tanner Novlan. Se casaron el 12 de septiembre de 2015.
En marzo de 2019 anunciaron que estaban esperando su primer hijo. El 16 de julio de 2019 nació su primera hija, Poppy Marie. El 6 de junio de 2022 nació su segundo hijo, Jones Douglas.

## Filmografía
| Año       | Título                                  | Personaje                       | Notas |
| --------- | --------------------------------------- | ------------------------------- | --- |
| 2000      | BloodHounds, Inc. #1: The Ghost of KRZY |                                 | |
| 2000      | The Sullivan Sisters                    | Peyton                          | |
| 2000      | Profiler                                | Faith Cleary                    | 1 episodio |
| 2000      | Freaks and Geeks                        | Maureen Sampson                 | 3 episodios |
| 2004      | Boston Public                           | Dianne                          | 1 episodio |
|           | The Bold and the Beautiful              | Caitlin Ramirez                 | 132 episodios; 2004-2005                                                                                             |
| 2005      | The O.C.                                | Casey                           | 3 episodios |
| 2006      | Veronica Mars                           | Angie Dahl                      | 1 episodio |
| 2006      | Just My Luck                            | Janet, cajera de banco          | Extra |
| 2006      | Material Girls                          | Fabiella, recepcionista         | Extra |
| 2006      | Close to Home                           | Cindy Robinson                  | 1 episodio |
| 2007      | Entourage                               | Amy                             | 3 episodios; 2007-2008                                                                                               |
| 2008      | Senior Skip Day                         | Cara                            | |
| 2008      | Impact Point                            | Jen Crowe                       | |
| 2009-2011 | The Vampire Diaries                     | Vicki Donovan                   | Elenco principal (Temporada 1, 7 episodios) Invitada (temporada 2, 1 episodio) Recurrente (Temporada 3, 4 episodios) |
| 2009-2011 | Fired Up                                | Margot Jane Lindsworth-Calligan | |
| 2009-2011 | Bones                                   | Alyssa Howland                  | 1 episodio |
| 2010      | CSI: Crime Scene Investigation          | Bettina Clark                   | 1 episodio |
| 2010—2011 | House                                   | Nika                            | 2 episodios |
| 2011      | Keeping Up With The Randalls            |                                 | Película para TV |
| 2011      | The Glades                              | Maggie Bauman                   | 1 Episodio |
| 2014      | The Vampire Diaries                     | Vicki Donovan                   | Invitada (Temporada 5, 2 episodios)                                                                                  |
| 2019      | Batwoman                                | Natalia Knight/Nocturna         | Invitada |
| 2020      | Roswell, New Mexico                     | Nora Truman                     | 4 Episodios |